# Davisboro
Davisboro é uma cidade localizada no estado americano de Geórgia, no Condado de Washington.

## Demografia
Segundo o censo americano de 2000, a sua população era de 1544 habitantes.
Em 2006, foi estimada uma população de 1472, um decréscimo de 72 (-4.7%).

## Geografia
De acordo com o United States Census Bureau tem uma área de
7,9 km², dos quais 7,9 km² cobertos por terra e 0,0 km² cobertos por água. Davisboro localiza-se a aproximadamente 92 m acima do nível do mar.

## Localidades na vizinhança
O diagrama seguinte representa as localidades num raio de 20 km ao redor de Davisboro.